# Municipio de Ortonville
El municipio de Ortonville (en inglés: Ortonville Township) es un municipio ubicado en el condado de Big Stone en el estado estadounidense de Minnesota. En el año 2010 tenía una población de 2011 habitantes y una densidad poblacional de 41,66 personas por km².

## Geografía
El municipio de Ortonville se encuentra ubicado en las coordenadas 45°17′27″N 96°24′59″O / 45.29083, -96.41639. Según la Oficina del Censo de los Estados Unidos, el municipio tiene una superficie total de 48.27 km², de la cual 45,51 km² corresponden a tierra firme y (5,73 %) 2,77 km² es agua.

## Demografía
Según el censo de 2010, había 2011 personas residiendo en el municipio de Ortonville. La densidad de población era de 41,66 hab./km². De los 2011 habitantes, el municipio de Ortonville estaba compuesto por el 97,17 % blancos, el 0,3 % eran afroamericanos, el 0,6 % eran amerindios, el 0,05 % eran asiáticos, el 0,65 % eran de otras razas y el 1,24 % eran de una mezcla de razas. Del total de la población el 1,04 % eran hispanos o latinos de cualquier raza.